# L'Élection
L’Élection est la première partie du roman Le Député d'Arcis d’Honoré de Balzac, commencé en 1839, repris par l’auteur de La Comédie humaine en 1843, et finalement paru en 1847 dans L’Union monarchique sous le titre : L'Élection. Il s’inscrit dans les Scènes de la vie politique.
En 1852, il parut dans Le Constitutionnel, avec les deux parties rédigées par Charles Rabou : Le Comte de Sallenauve et La Famille Beauvisage, sur les indications d’Ewelina Hańska qui écrivait à propos de la conclusion du roman dont on ne trouva pas le manuscrit : « Lui [Charles Rabou] dire que je sais des idées de Monsieur de Balzac sur Le Député d’Arcis […] J’ai plus vécu avec les personnages de La Comédie humaine qu’avec ceux du monde réel […]. »
Le texte sera publié en volume séparé chez Potter en 1854 avec la mention « Terminé par Charles Rabou », puis réuni aux deux autres parties dans chez Michel Lévy dans les Œuvres complètes d’Honoré de Balzac avec la mention : « Terminé par Charles Rabou (1864). »

## Thème
En 1839, Simon Giguet, avocat ambitieux et fils d’un colonel d’Empire, a posé sa candidature aux élections de la circonscription d’Arcis-sur-Aube, domaine jusque-là réservé au banquier Keller, gendre de Gondreville (le sénateur qui fut enlevé dans Une ténébreuse affaire), mais dont le fils est mort en Afrique. Keller n’a donc plus aucune raison de s’opposer à Giguet qui semble bien placé pour l’emporter. Certes il a des ennemis sur place : le sous-préfet Goulard, le procureur Marest, le juge Martener qui, tous, convoitent la main de la belle Cécile Beauvisage, une riche héritière, mais il pourrait en venir à bout.
Malheureusement pour lui, ce siège de province intéresse aussi les puissants de Paris en la personne de Maxime de Trailles, décidé à « faire une fin » honorable, à se marier, mais surtout à obtenir (il a quarante-huit ans) le titre de député d’Arcis, servant en cela les intérêts de son ami Eugène de Rastignac. Comme le roman resta inachevé, on ne sait par les allusions faites au sujet de Maxime dans Béatrix (1845) que le mariage De Trailles-Cécile Beauvisage a eu lieu et que le père de Cécile, élu député, a abandonné son siège à son gendre.